# Wjatschaslau Modsel
Wjatschaslau Borisowitsch Modsel (belarussisch Вячеслав Борисович Модзель; * 25. Mai 1987 in Wizebsk) ist ein belarussischer Trampolinturner.
Modsel qualifizierte sich für die Olympischen Spiele 2012 in London. Dort erreichte er in der Qualifikationsrunde Rang 12 und verfehlte damit das Finale.